# Smeshariki
Kikoriki (em russo:  Смешарики)
é um desenho animado russo. os Kikoriki são animais arredondados estilizados, cujo nome em russo é baseado nas palavras "engraçado" e "bolinhas". A série inclui temas complexos e referências culturais específicas, e é exibida em 60 países, traduzida para 15 idiomas e tem um público diário de 50 milhões de pessoas.
É exibido pela Nickelodeon e STS (em russo:  СТС), na Rússia, e pela NHK no Japão.
Em Portugal, foi exibido na RTP2 intitulado Bolandas na 1ª temporada e mais tarde Kikoriki na 2ª temporada.

## Personagems
- Krash, o coelho que ama o seu amigo Chiko, Ele foi nascido em 29 de dezembro de 2004, e ama aventuras.
- Chiko, o Ouriço que ama o seu amigo Krash, Ele foi nascido em 14 de Fevereiro de 2005, e ama apanhar doces.
- Wally, a Ovelha que ama fazer poemas e tem um amor não correspondido por Rosa, Ele foi nascido em 29 de Dezembro de 2004.

## Episódios
| Temporadas | Temporadas | Episódios | Transmissão |
| ---------- | ---------- | --------- | ----------- |
|            | 1          | 104       | 2008–2009   |
|            | 2          | 104       | 2010–2012   |